# Civljane
Civljane jsou vesnice a opčina v chorvatské Šibenicko-kninské župě. Ač se rozkládá na území 83,3 km², žije zde pouze 239 stálých obyvatel (2011), z nichž většinu (78,7 %) tvoří Srbové. Podle počtu obyvatel se jedná o nejmenší chorvatskou opčinu.
Opčina zahrnuje dvě vesnice: Cetinu se 195 obyvateli a Civljane se 44 obyvateli. Přestože je Cetina v počtu obyvatel mnohem větší, je správním střediskem opčiny Civljane.
Civljane nebyly po celou dobu nejmenší chorvatskou opčinou, v minulosti zde žilo poměrně vysoké množství obyvatel, nejvíce obyvatel (2 797) zde žilo v roce 1961. K extrémnímu poklesu obyvatel ve vesnici i opčině došlo mezi lety 1991 a 2001, kdy ztratila 91,8 % své populace při poklesu z 1 672 obyvatel na pouhých 137 obyvatel. Civljane zaznamenaly 98,3 % úbytek populace, z původních 819 obyvatel jich ve vesnici zůstalo čtrnáct. Pokles obyvatelstva ve vesnici Cetina nebyl tak velký jako u vesnice Civljane, ale stále je extrémní; z 853 obyvatel jich zůstalo 123, vesnice tedy ztratila 85,6 % populace. V roce 2011 počet obyvatel opět vzrostl, ale i nadále je Civljane nejmenší chorvatskou opčinou.
Civljane je rovněž opčinou s nejvyšším průměrným věkem obyvatel, který zde dosahuje 71 let.